# 矢田寺 (京都市)
矢田寺（やたでら）は、京都市中京区にある西山浄土宗の寺院。山号は金剛山。本尊は地蔵菩薩。通称矢田地蔵（やたじぞう）と呼ばれる。

## 歴史
平安時代初期、大和国の矢田寺の別院として五条坊門に創建され、以後、寺地を転々とし、天正7年（1579年）に現在地に移されたといわれている。
当寺の梵鐘は六道珍皇寺の「迎え鐘」に対し、「送り鐘」と呼ばれ、死者の霊を迷わず冥土へ送るために撞く鐘として信仰される。正平14年（1359年）に鋳造された梵鐘は戦時中の金属供出により失われ、1973年（昭和48年）に新鋳された。

## 境内
- 本堂 - 軒には「送り鐘」が吊るされ、本堂の奥は庫裏となっている。
- 山門

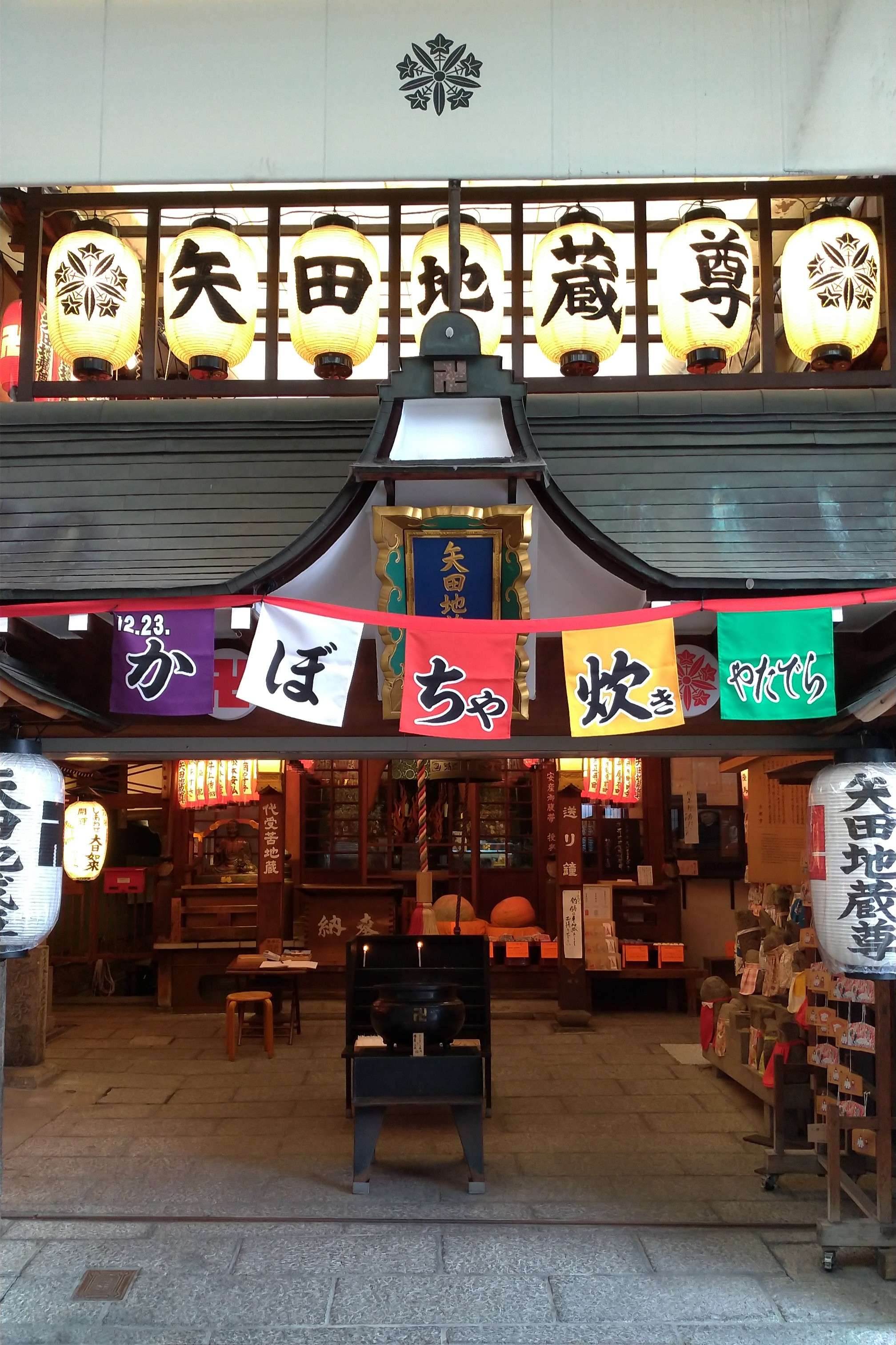
かぼちゃ炊き（かぼちゃ供養）の告知。
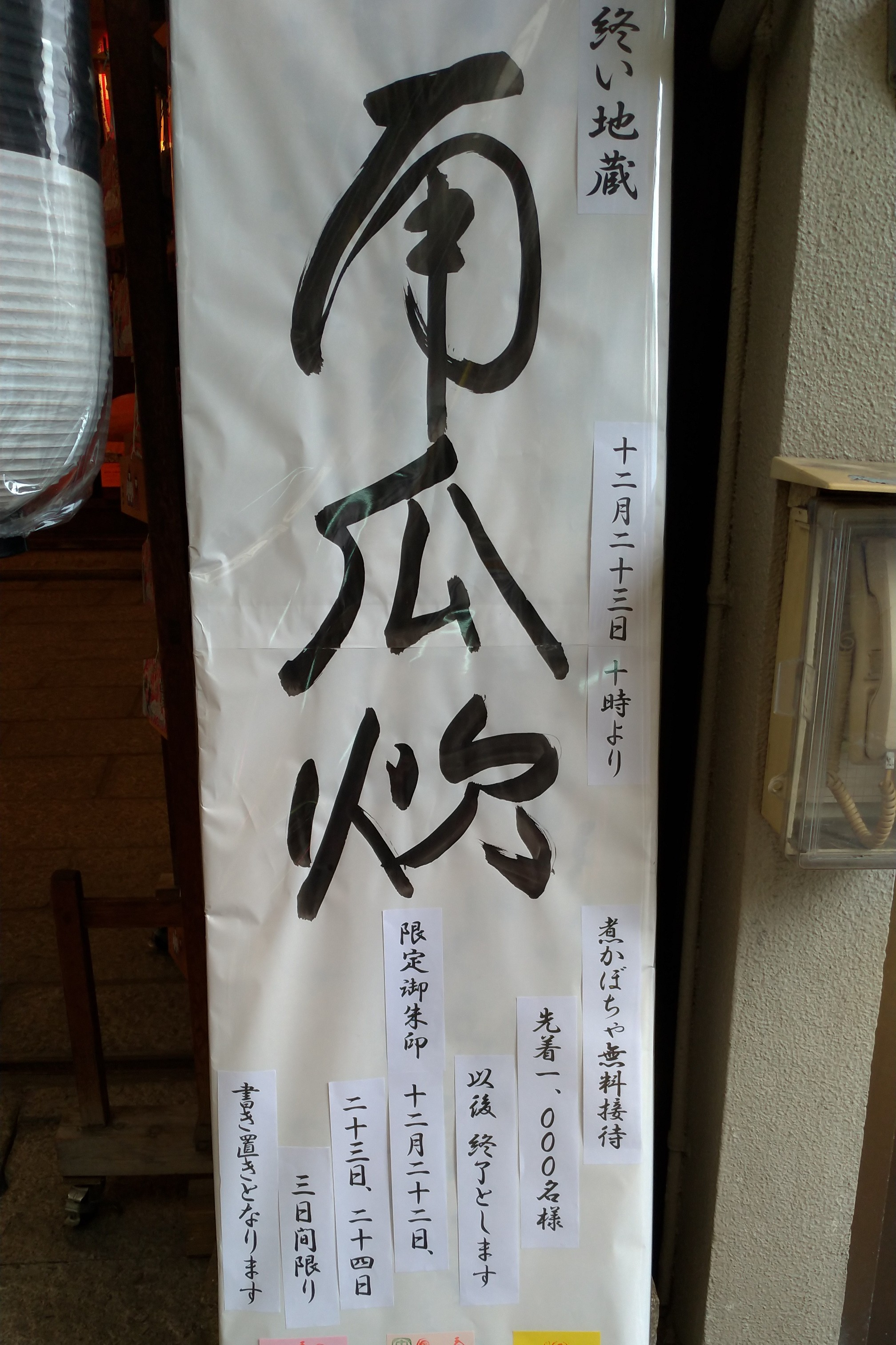
かぼちゃ供養の詳細を記した看板。

## 行事
- 節分（2月3日）
- 花まつり（4月8日）
- 精霊送り鐘供養（8月16日）
- かぼちゃ供養（12月23日）

## 文化財

### 重要文化財
- 紙本著色矢田地蔵縁起 2巻[2]